# Coconut Hotel
Coconut Hotel è un album del gruppo statunitense The Red Crayola, pubblicato nel 1995.

## Il disco
L'album venne registrato nel 1967 e avrebbe dovuto essere il loro secondo album, dopo il debutto The Parable of Arable Land, ma la casa discografica International Artists si rifiutò di pubblicarlo. Venne pubblicato solo molti anni più tardi dalla Drag City, nel 1995.

## Tracce
Musiche di Steve Cunningham, Mayo Thompson.
1. Boards – 6:28
2. Water Pour – 4:40
3. 36 One-Second Pieces – 3:24
4. Organ Buildup – 1:05
5. Vocal – 6:29
6. Free Guitar – 6:27
7. One-Minute Imposition – 1:09
8. Piano – 2:11
9. Guitar – 1:29

## Formazione
- Frederick Barthelme
- Steve Cunningham
- Mayo Thompson